# Forum d'Auguste
Le forum d'Auguste (en latin : Forum Augusti) est l'un des forums impériaux de Rome. Il a été construit à la fin du Ier siècle av. J.-C., sous le règne de l'empereur Auguste. Il est situé actuellement dans le rione de Monti.

## Localisation
Le forum d'Auguste est attenant au forum de César et au Transitorium avec lesquels plusieurs passages communiquent. Il est situé dans le prolongement du forum de Trajan (voir le plan).

## Histoire

### Construction
Suivant l'exemple donné par Jules César, Octavien fait le vœu de bâtir un nouveau forum et d’y dédier un temple à Mars s'il remporte la victoire lors de la bataille de Philippes en 42 av. J.-C. qui oppose les triumvirs Octavien et Marc Antoine aux derniers Républicains et assassins de César. Ces derniers sont vaincus et perdent leurs deux chefs Marcus Junius Brutus et Caius Cassius Longinus.
Le terrain envisagé pour la construction du forum et du temple se situe juste à l'est du forum de César, l'espace restreint dans la zone ne laissant que peu de choix du fait du relief que représente l'ensellement entre le Capitole et le Quirinal et qui empêche toute construction étendue. Il faut attendre Domitien puis Trajan et leurs grands projets d'urbanisme pour régler ce problème. Le terrain choisi empiète sur le quartier surpeuplé de Subure, Auguste commence donc par racheter quelques terrains avec l’argent du butin de ses campagnes militaires. Selon Suétone, certains citoyens refusent de céder leurs propriétés et Auguste doit revoir les dimensions du forum à la baisse, ne souhaitant pas expulser les citoyens réticents par la force. La date de début des travaux proprement dits n'est pas connue mais se situe entre 19 et 12 av. J.-C. si on se réfère aux dates de construction de monuments analogues dans les provinces, comme la Maison Carrée.
Entre le vœu et le début des travaux, le contexte politique a changé. La bataille d'Actium a mis fin à la rivalité entre Marc Antoine et Auguste et l'expiation du meurtre de César est révolue. L'instauration progressive d'un nouveau régime conduit Auguste à modifier le symbolisme de son projet : Mars Vengeur devient le défenseur de la puissance romaine et le forum une place légitimant la politique d'Auguste en rappelant ses liens avec l'ancienne République et ses victoires militaires. La consécration du temple de Mars Ultor, dont la construction n'est pas encore achevée, et la dédicace du forum n'ont lieu que le 1er août de l’an 2 av. J.-C., soit quarante ans après le vœu d'Auguste, les travaux ayant été assez longs. À ce sujet, Macrobe rapporte une anecdote selon laquelle Auguste lui-même se serait moqué de la lenteur de l'architecte chargé des travaux,.

« Plusieurs individus que Cassius Severus avait accusés ayant été absous, tandis que l'architecte du forum d'Auguste traînait cet ouvrage en longueur ; Auguste joua sur le mot, en disant : « Je voudrais que Cassius accusât aussi mon forum ». »

— Macrobe, Saturnales, II, IV : « Des plaisanteries d'Auguste à l'égard d'autres personnes, et de celles d'autres personnes à son égard ».

### Le Forum sous l'Empire
En 19, Tibère complète le forum en ajoutant deux arcs de triomphe dédiés à Drusus et Germanicus, disposés de part et d'autre du temple.
En 65, Néron fait convoquer le Sénat dans le temple de Mars pour accorder les honneurs du triomphe à Petronius Turpilianus, Marcus Cocceius Nerva et au préfet du prétoire Tigellin, parmi lesquels l'érection de statues placées parmi les triomphateurs républicains sous les portiques,.
Le forum d'Auguste est ensuite restauré sous Hadrien mais les modifications apportées ont laissé peu de trace, seuls quelques chapiteaux semblent avoir été remplacés.

### Fouilles archéologiques
Une partie seulement du forum a été dégagée comprenant le secteur nord-est de l'esplanade, le temple et les sections des portiques correspondantes avec les deux grandes exèdres. Tout le reste a été recouvert lors de l'aménagement de la Via dei Fori Imperiali sous Mussolini dans les années 1930.

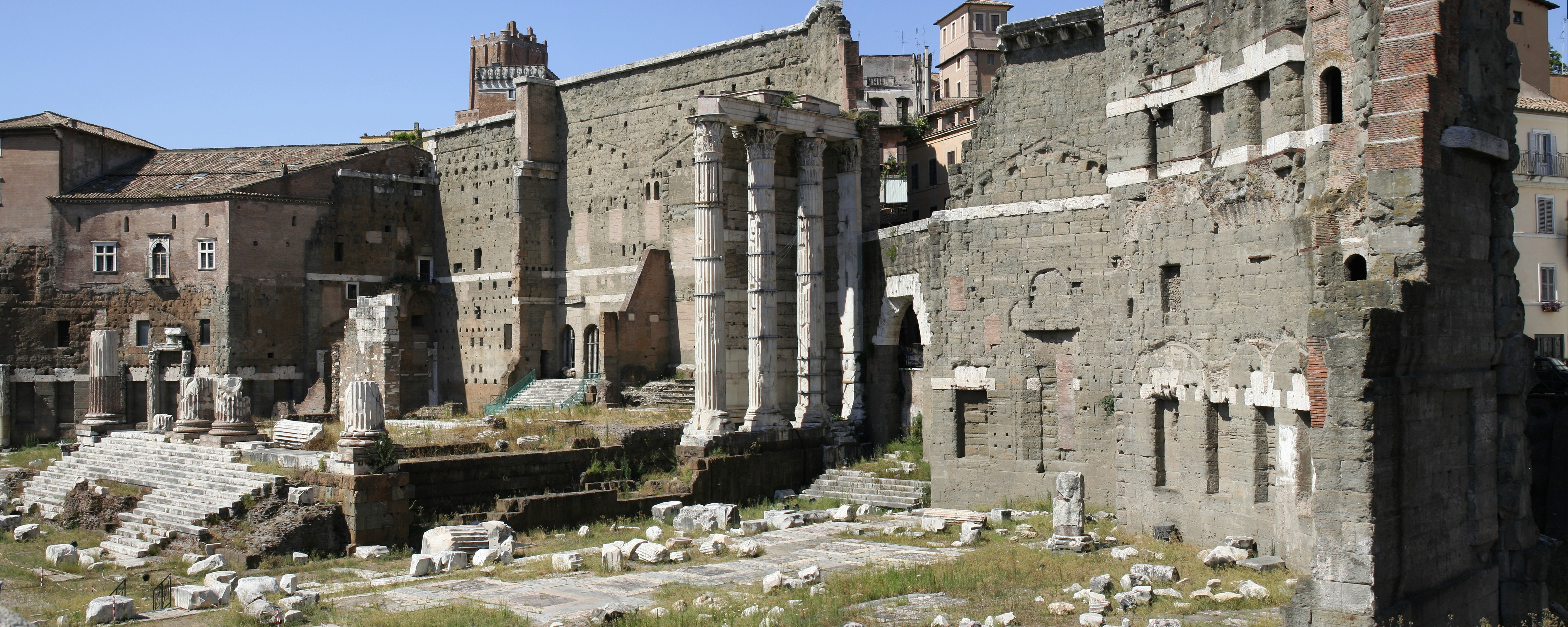
Vue d'ensemble des vestiges du forum d'Auguste.

## Fonction
D'après les auteurs antiques, le forum d'Auguste est construit afin de désengorger les deux forums précédents, le Forum Romain et celui de César, en accueillant une partie des activités judiciaires avec les tribunaux des préteurs urbains et des activités commerciales et politiques. Mais la véritable fonction du forum est idéologique, une fonction de légitimation politique qui transparaît à travers la décoration et la disposition des édifices. En effet, tout est mis en œuvre pour glorifier l'empereur, surtout sur le plan militaire et à travers sa prétendue filiation divine et son rôle de « nouveau Romulus cumulant le double héritage césarien et républicain ». Le complexe est considéré comme un modèle de l'architecture monumentale mise au service de la propagande impériale sous Auguste.
Les fonctions attribuées au forum et au temple sont connues grâce aux témoignages de Suétone dans la partie consacrée à Auguste dans la Vie des douze Césars et celui plus tardif de Dion Cassius dans son Histoire romaine. Ces auteurs rapportent le contenu de la lex templi instaurée par Auguste au moment de la dedicatio dont il se charge lui-même exceptionnellement étant donné que cette charge est normalement dévolue à ses petits-fils Caius et Lucius César,.

« [...] que ceux qui, au sortir de l'enfance, prendraient la toge virile, devraient s'y rendre ; que les citoyens envoyés pour remplir des charges au dehors partiraient de là, que le Sénat y délibérerait sur le triomphe à accorder ; que ceux qui l'auraient obtenu consacreraient à Mars le sceptre et la couronne ; qu'eux et les autres citoyens qui avaient reçu les honneurs du triomphe auraient leur statue en airain sur le Forum ; que si parfois on rapportait des enseignes prises à l'ennemi, elles seraient déposées dans le temple du dieu ; que certains jeux seraient célébrés par les seviri sur ses degrés ; que ceux qui auraient exercé la censure y enfonceraient un clou ; que les sénateurs même pourraient se charger de la fourniture des chevaux qui doivent courir dans les jeux du cirque et de la garde du temple, comme une loi l'avait réglé pour celui d'Apollon et pour celui de Jupiter Capitolin. »

— Dion Cassius, Histoire romaine, livre LV, 10.

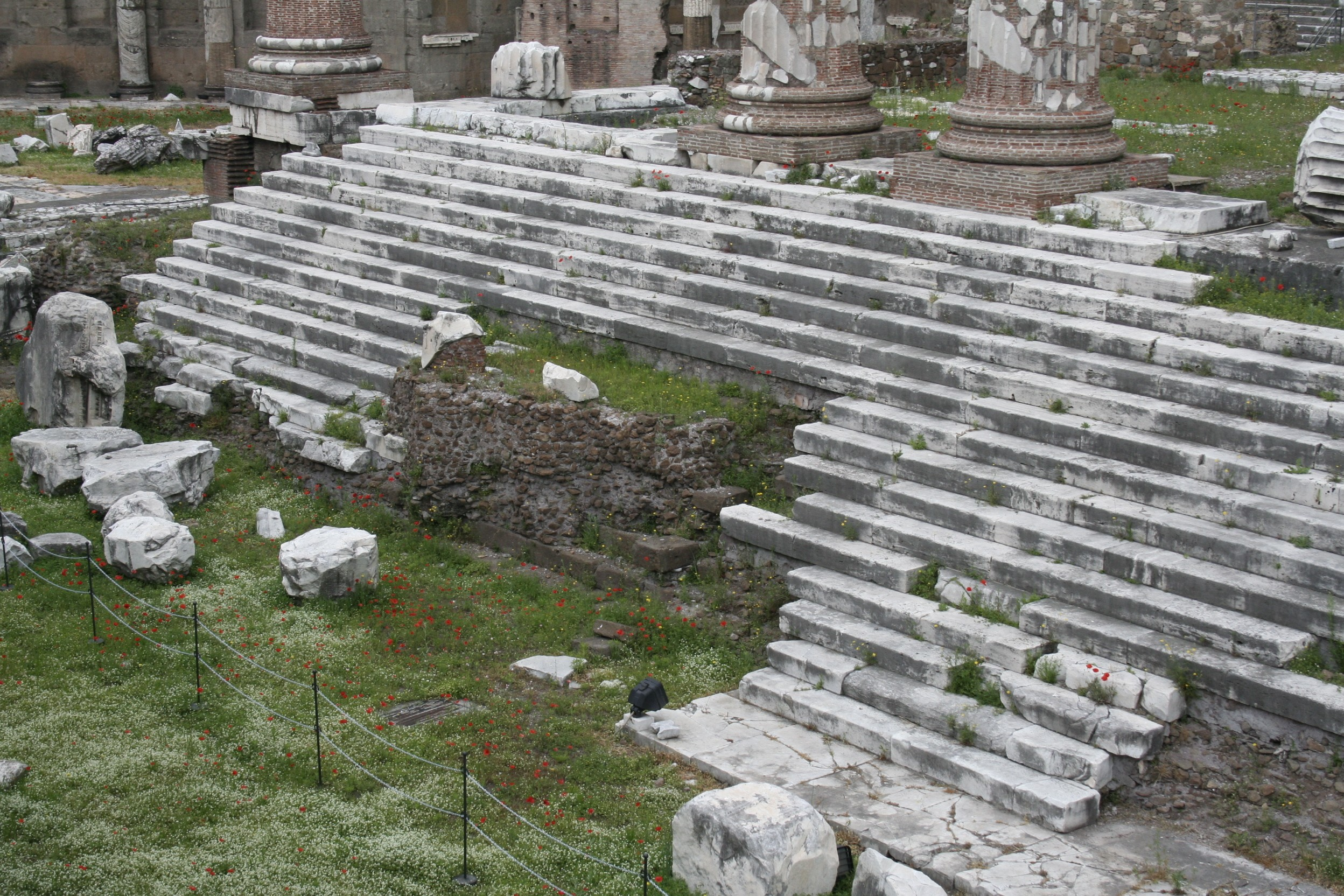
Escalier du temple de Mars Ultor, au milieu des marches est encore visible l'emplacement de l'autel.

La présence du temple de Mars concentre donc dans le forum de nombreuses activités liées à la guerre, plus précisément à la préparation et à la consécration de la victoire. Le Sénat se réunit dans le temple pour discuter des affaires concernant la guerre ou les triomphes même si cette pratique n'est pas systématique, le Sénat continuant à se réunir selon la tradition dans le temple de Jupiter Capitolin pour régler les affaires extérieures. Les gouverneurs de province nouvellement nommés viennent offrir un sacrifice sur l'autel du temple de Mars, ce dernier doublant sa fonction de dieu de la guerre d'une fonction de protecteur de l'Empire. Les généraux victorieux viennent dans le forum, peut-être lors d'une étape de la procession triomphale, déposer les trophées amassés lors de leurs campagnes (insignia triumphorum). En temps de paix, les enseignes militaires sont conservées dans le forum et c'est à l'intérieur du temple qu'on place les enseignes de Crassus prises aux Romains à la bataille de Carrhes et dont Auguste a obtenu la restitution par les Parthes. À toutes ces fonctions relatives à la guerre, on peut ajouter des cérémonies religieuses comme les ludi martiales et d'autres rituels organisés par les Salii.
Outre ses fonctions relatives à la guerre, Auguste a prévu de lier le complexe à d'autres fonctions d'ordre social, visant ainsi à renforcer les liens qui l'unissent aux différentes classes de la population. Il intègre ainsi le temple de Mars dans la cérémonie de prise de la toge virile bien que les jeunes adultes romains continuent de se rendre au Capitole pour achever la cérémonie. L'empereur instaure également un rite de plantation de clous sur les portes du temple à l'issue d'un cens, ravivant une ancienne tradition, le clavus annalis du temple de Jupiter Capitolin. Enfin, il est probable qu'Auguste, en ravivant et en réinterprétant l'ancienne coutume de la transvectio equitum tombée en désuétude, ait modifié l'antique parcours de la procession afin de marquer une étape sur le nouveau forum et offrir un sacrifice sur l'autel du temple de Mars,.
Durant l'Antiquité tardive, les portiques et exèdres abritent des activités culturelles et intellectuelles avec les auditoires des philosophes et poètes et les classes des grammaticus et rhéteurs,.

## Description

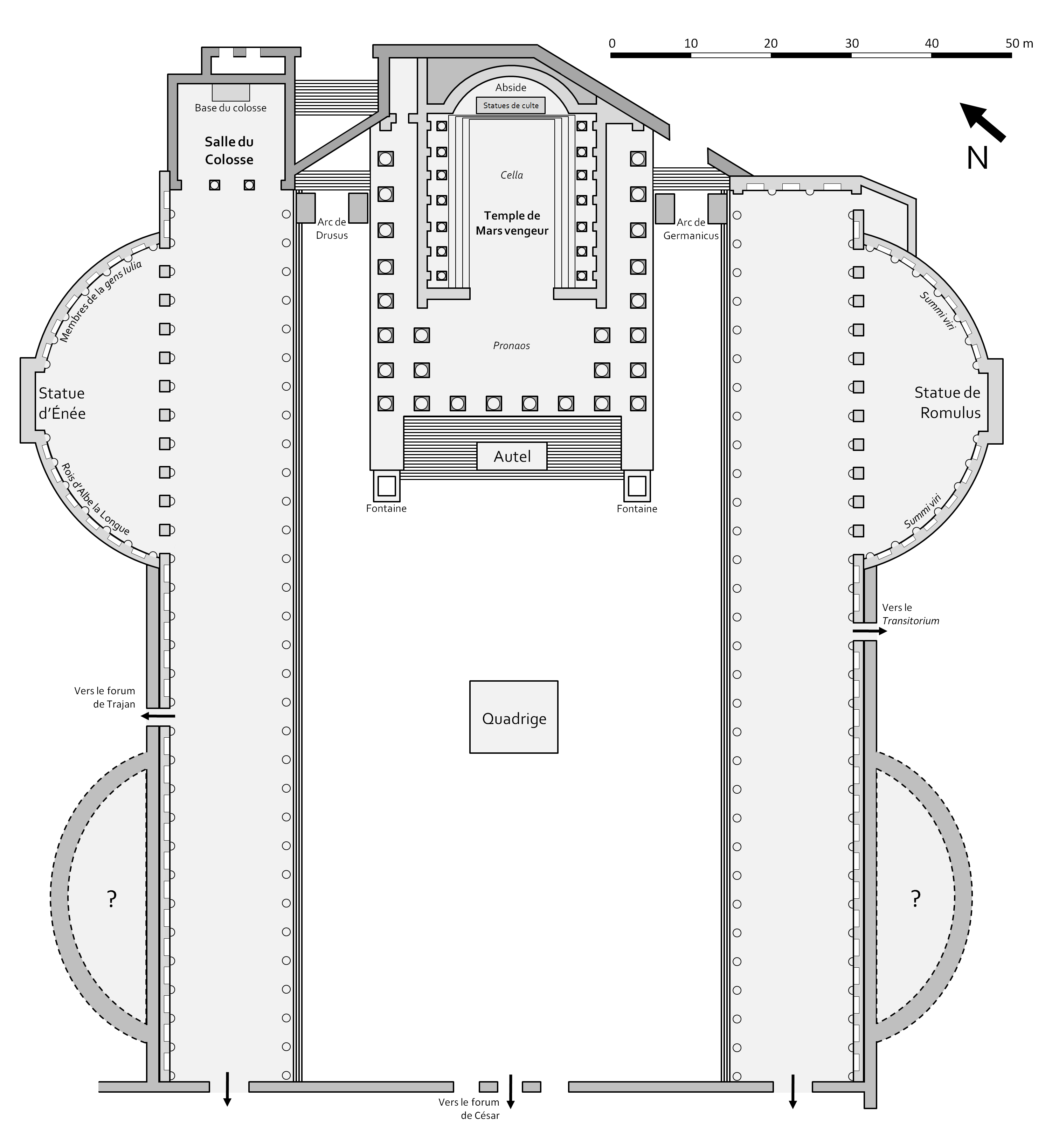
Plan du forum d'Auguste.

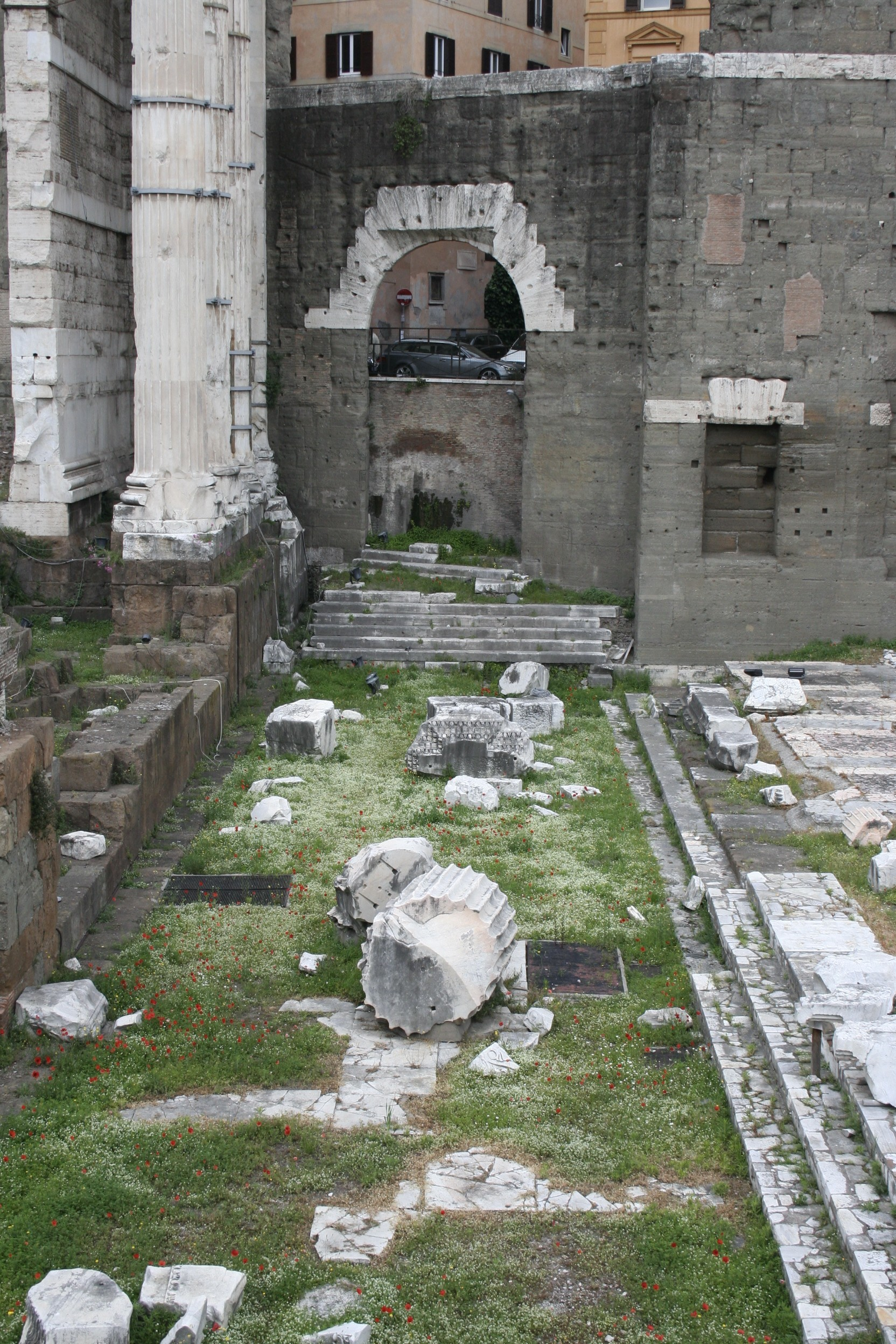
Le passage voûté baptisé « Arc de Pantani ».

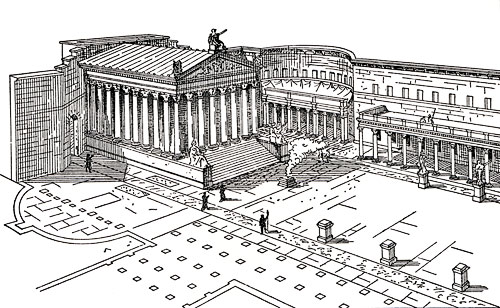
Reconstitution du forum d'Auguste.

Le forum a une forme rectangulaire de 125 mètres de long sur 118 mètres de large au niveau des grandes exèdres. Le plan du forum n'est pas tout à fait symétrique, Auguste n'ayant pas racheté tous les terrains prévus. L'architecte parvient néanmoins à corriger ce défaut en plaçant l'abside du temple dans l'angle que forme le haut mur septentrional du forum et en rétablissant la symétrie en plaçant un arc en oblique sur un des côtés du temple. La place centrale est flanquée de portiques latéraux et dominée par le temple de Mars vengeur. Ce dernier prend appui sur un mur d'environ 33 mètres de haut en blocs de péperin et en tuf de Gabies (un granit extrait près de Gabies, dans le Latium) disposés en opus quadratum et assemblés par des crampons de bois dur. Ce mur, le plus haut de la ville, permet de séparer visuellement le forum du quartier avoisinant, Subure, et de le protéger des risques d’incendie.
Deux passages ouverts dans le mur de chaque côté du podium du temple permettent d'accéder au forum depuis Subure. Celui situé au nord comporte trois arches alors que celui situé au nord-est n'en comporte qu'une seule. Ce dernier est aujourd'hui connu sous le nom d'« Arc de Pantani ». Quelques marches placées dans l'enceinte en avant des passages voûtés du forum permettent de combler la différence de niveau entre l'esplanade et le quartier de Subure.

### Les arcs de Drusus et Germanicus
Devant chacune des deux entrées qui communiquent avec le quartier de Subure, de part et d'autre du temple, ont été élevés deux arcs en l'honneur de Julius Caesar Drusus et de Germanicus, respectivement fils et neveu de Tibère.

### Le temple de Mars Vengeur
À l'instar du temple de Vénus Genitrix dans le forum de César, le temple de Mars Ultor est aligné sur l'axe central de l'esplanade et ferme l'un des côtés par sa façade imposante. Le temple dispose de huit colonnes corinthiennes en façade et de sept autres (en plus de celles de la façade) sur chaque côté. Un autel est inséré parmi les dix-sept marches qui donnent accès au pronaos. En avant du podium, à chaque extrémité de l'escalier, sont placées deux fontaines.

### La place centrale
Une statue d'Auguste dans un quadrige en bronze doré trône au centre de la place d'une cinquantaine de mètres de large pavée de marbre blanc,. La dédicace qualifie l'empereur de Pater patriae, titre qui lui est accordé sur décret du Sénat en 2 av. J.-C.

« Pendant que j’exerçais mon treizième consulat, le Sénat, ainsi que l’ordre équestre et le peuple romain tout entier, me décerna le titre de « Père de la patrie » et décréta que ce titre serait inscrit dans le vestibule de ma maison, dans la Curie Julia et au forum, sous le quadrige qui a été élevé en mon honneur par décision du Sénat. »

— Auguste, Res Gestae, 35.
La position du quadrige, dans l'axe du forum et en avant du temple de Mars, ne laisse aucun doute sur le symbolisme de la place : lorsque les portes du temple sont ouvertes, on voit dans le prolongement de la représentation d'Auguste la statue cultuelle composée d'une statue de Mars entouré de Vénus et de Jules César.

### Les portiques et exèdres
La place est bordée de deux colonnades d'ordre corinthien dont les fûts sont en marbre cipolin et les chapiteaux en marbre blanc de Carrare. Elles supportent un entablement composé d'une architrave à trois bandes et d'une frise au décor végétal. Au-dessus, un haut attique permet aux portiques latéraux de rivaliser avec la hauteur du temple. Le sol des portiques, pavé de marbres colorés, une nouveauté pour un édifice public, est plus haut que le niveau de l'esplanade de trois marches. Il est possible que le portique ait eu deux étages comme le laisse penser les traces encore visibles aujourd'hui dans le mur du fond.
L'attique de chaque portique est orné de trente caryatides qui supportent par consoles interposées un entablement en marbre. Il s'agit de copies plus petites des caryatides de l'Érechthéion de l'Acropole d'Athènes rappelant que la Grèce est passée sous domination romaine. Entre chacune d'elles ont été fixés de grands panneaux carrés qui contiennent des médaillons ronds (imagines clipeatae) au centre desquels figurent les visages de divinités, dont Jupiter Ammon qui porte des cornes de bélier et une chevelure typique du monde celte. Cette décoration rappelle les conquêtes militaires récentes et leurs conséquences : l'expansion de la civilisation romaine et l'établissement de la paix.
De chaque côté, disposées de façon parfaitement symétrique au fond de chaque portique, deux grandes exèdres semi-circulaires se font face de manière que leur axe de symétrie se confonde avec la façade du temple de Mars. Elles sont séparées des portiques par une série de onze piliers dans lesquels sont engagées, côté portique, des colonnes d'ordre composite et côté exèdre, des colonnes de marbre jaune africain dont seul le tiers inférieur des fûts est rainuré. Les murs des exèdres s'élèvent au-dessus des portiques et sont percés de fenêtres afin de laisser entrer de la lumière. Au centre de chaque exèdre on trouve de grandes niches rectangulaires disposées sur deux niveaux et délimitées par des pilastres engagés dans le mur. En avant, des colonnes supportent l'entablement qui marque une avancée.
Lors de récentes fouilles ont été retrouvées les traces d'une troisième exèdre plus petite que les deux premières le long du portique septentrional, du côté du forum de Trajan. Il devait y avoir une quatrième exèdre de l'autre côté pour conserver un plan symétrique. Ces deux exèdres ont ensuite été supprimées avec la construction successive du Transitorium et du forum de Trajan. Cette disposition symétrique d'exèdres qui ajoutent des espaces supplémentaires aux portiques est reprise dans le plan du forum de Trajan, construit un siècle plus tard, et ne constitue plus alors une nouveauté apportée par l'architecte Apollodore de Damas comme on le croyait jusqu'à présent.

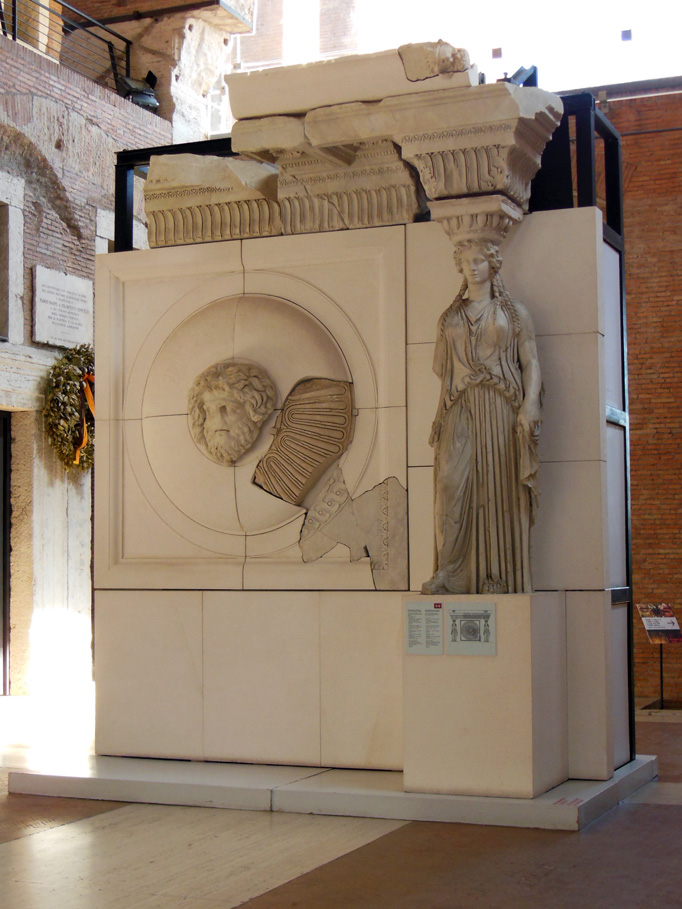
Fragments appartenant à l'attique des portiques, avec une caryatide et un médaillon, Museo Fori Imperiali.
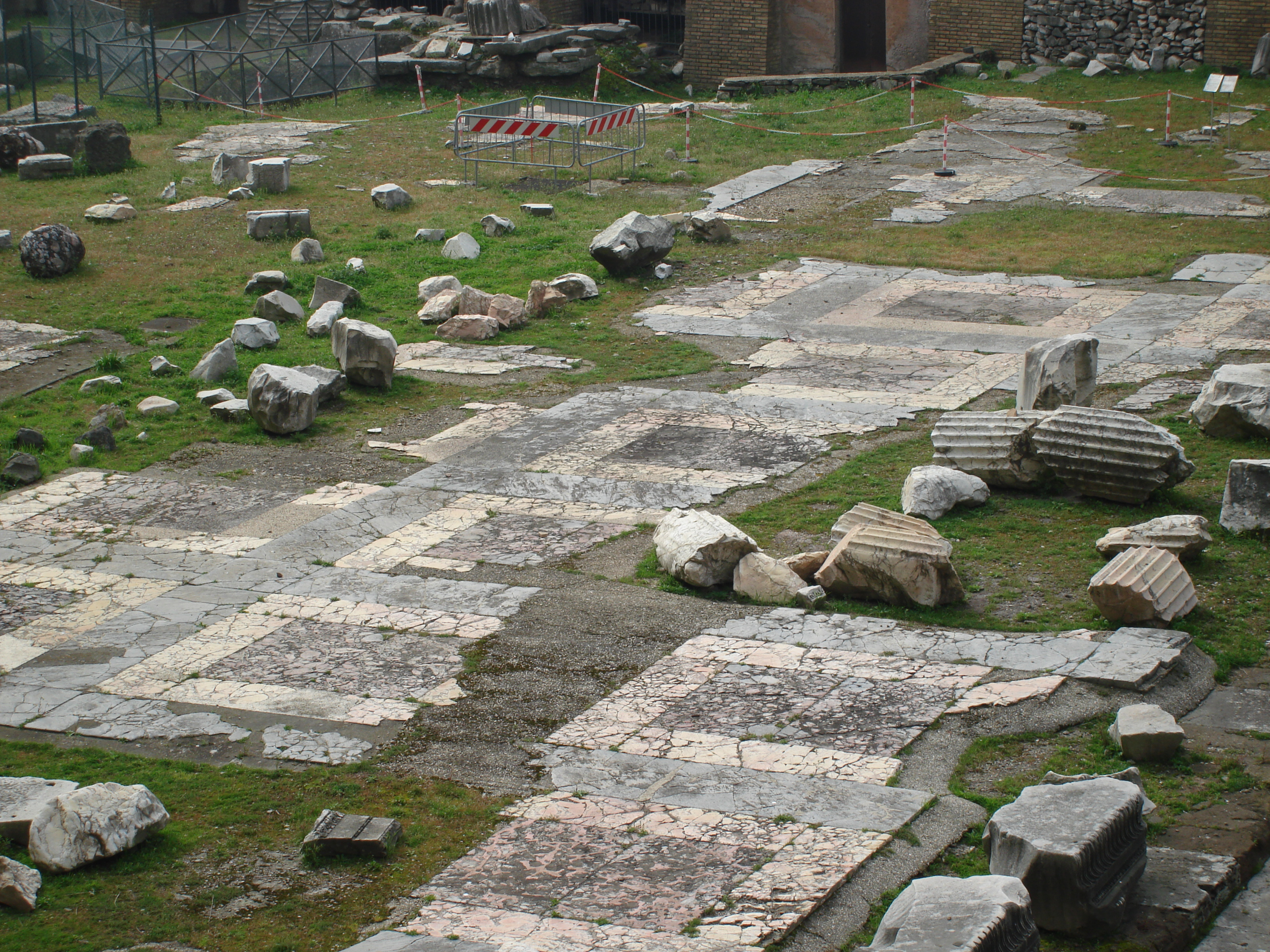
Pavement de marbres colorés des portiques.
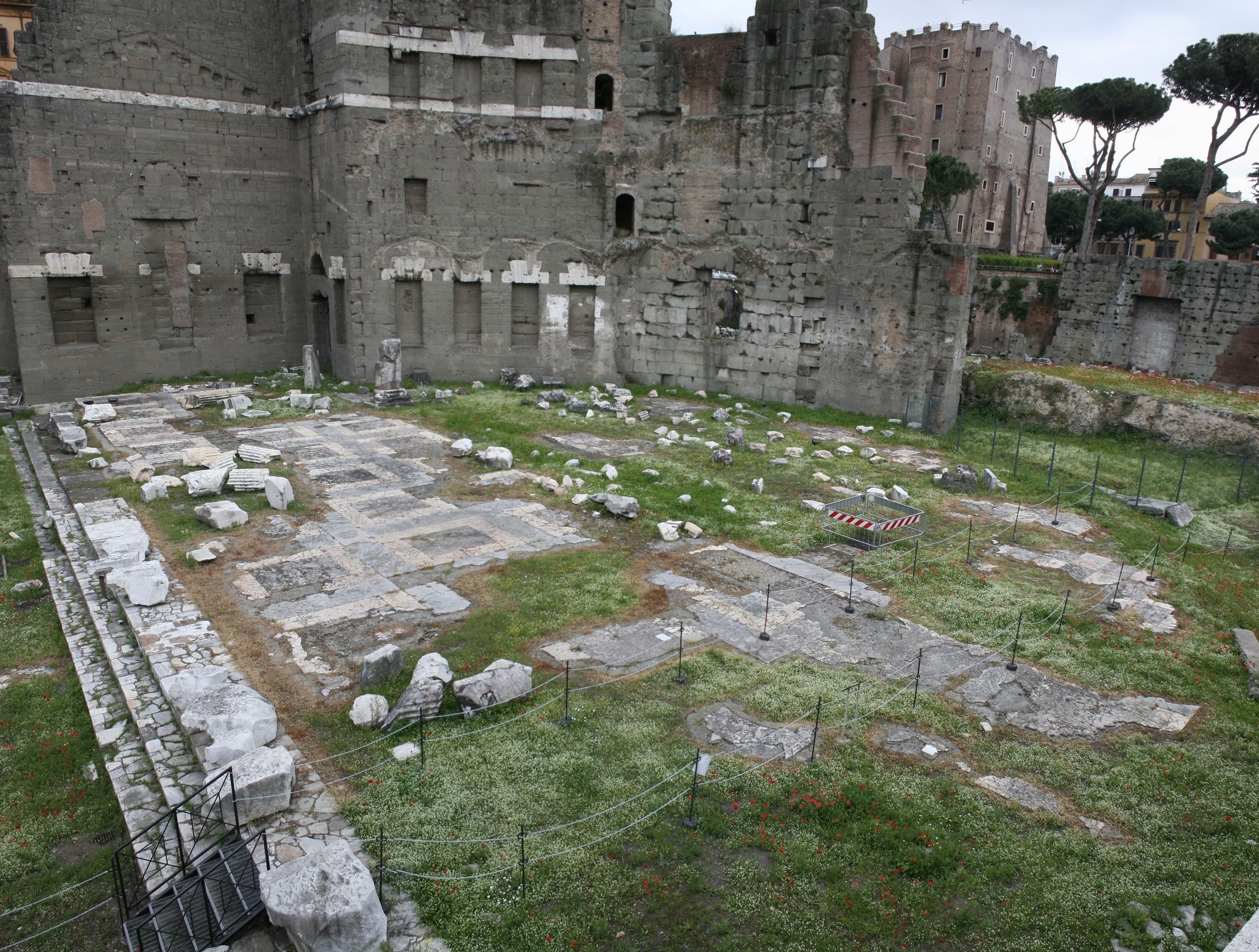
Vestiges du portique et de l'exèdre orientaux.
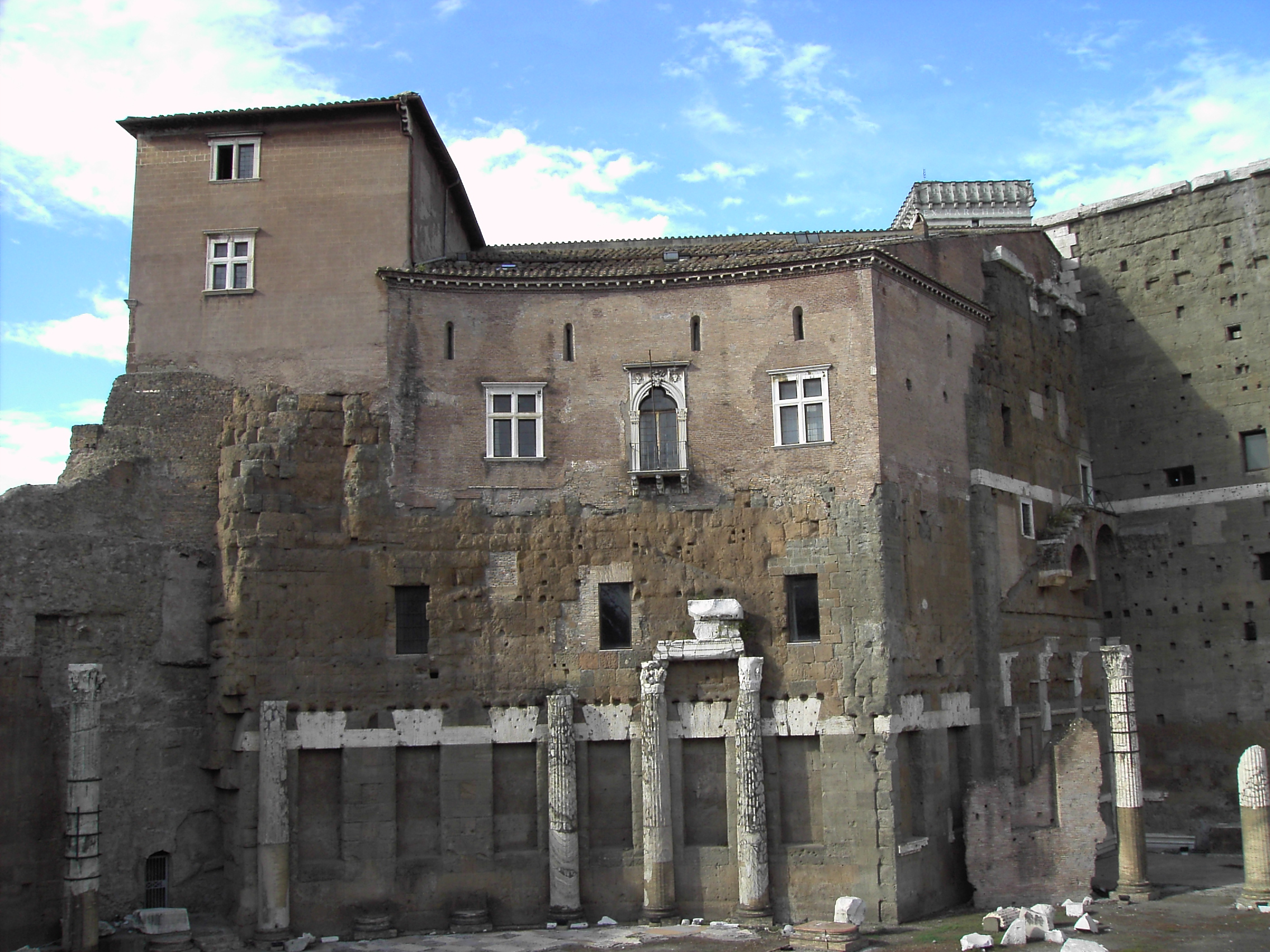
Vestiges de l'exèdre occidentale.

### La Salle du Colosse

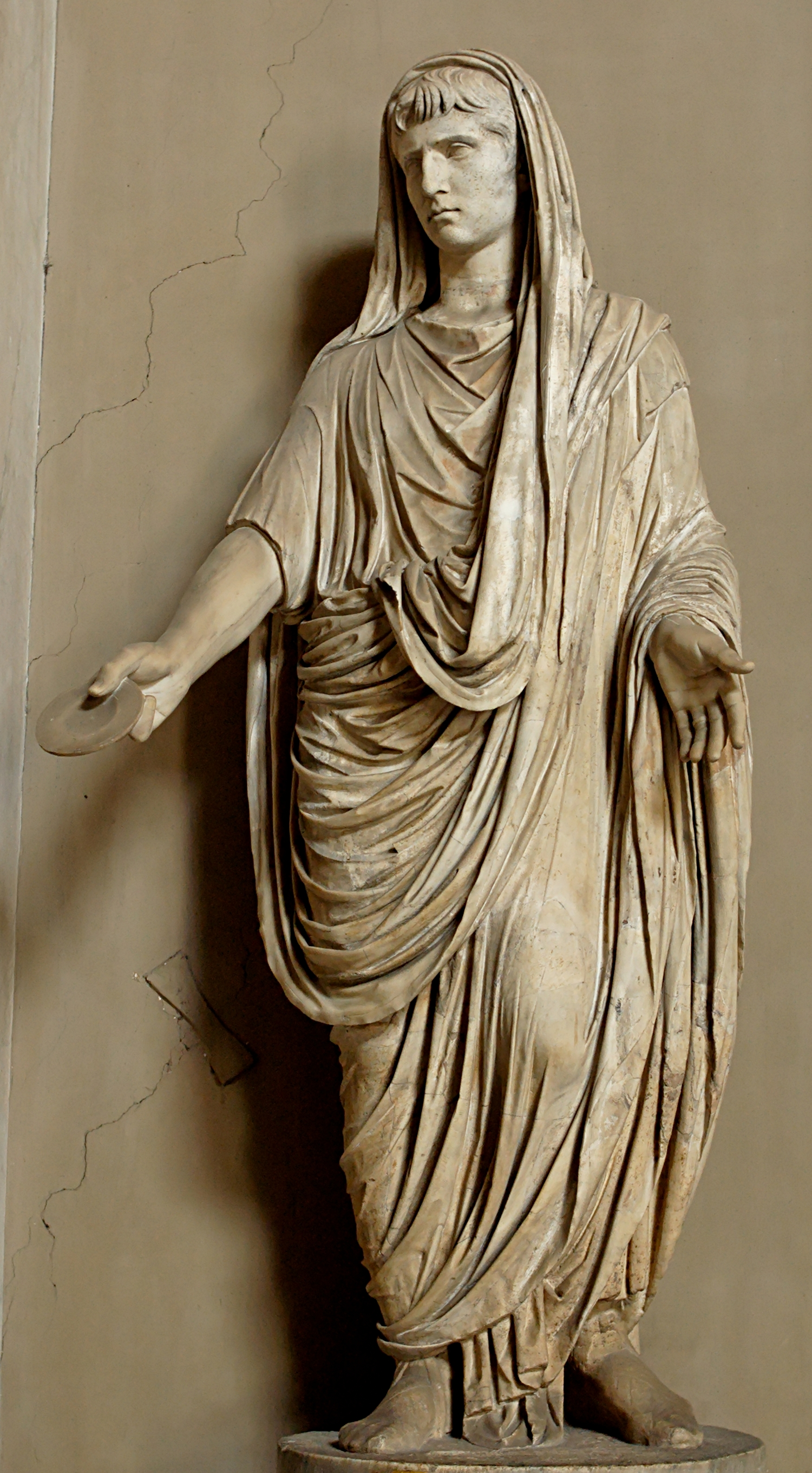
Statue du Génie d'Auguste.

Le portique nord-ouest est prolongé par un grand hall carré richement orné de marbre, baptisé « Salle du Colosse »,. La salle est dédiée au culte impérial. Au fond de la pièce, dans le prolongement du portique, une base composée de blocs de tuf recouvert d'albâtre soutient une statue colossale du Genius Augusti de 11 ou 12 mètres de haut en marbre de Paros, probablement placée ici par Claude. La statue devait représenter Auguste vêtu d'une toge, la tête voilée, tenant dans sa main gauche le lituus et dans sa main droite un rouleau ou un attribut du même genre. Une partie de la main gauche de la statue longue de 1,45 mètre, la main droite qui tient un l'objet circulaire et les traces des pieds sur les blocs de la base sont encore visibles. Derrière la statue, le mur est recouvert de plaques de marbre blanc Lunensis probablement ornées de motifs végétaux et d'un motif en trompe-l’œil de draperies suspendues. Sur les murs latéraux, deux niches rectangulaires peu profondes contiennent à l'origine deux tableaux d'Apelles représentant Alexandre le Grand, sur le premier tableau en compagnie des Dioscures et d'une Victoire et sur le deuxième représenté sur un char triomphal accompagné d'une allégorie de la guerre.

« Il [Apelles] a peint aussi [...] à Rome, Castor et Pollux, avec la Victoire et Alexandre le Grand ; une figure de la Guerre les mains liées derrière le dos, et à côté Alexandre sur un char triomphal : ces deux tableaux avaient été consacrés par le dieu Auguste, avec une modestie de bon goût, dans le lieu le plus fréquenté du forum de son nom; le dieu Claude crut mieux faire d'effacer dans l'un et l'autre tableau la tête d'Alexandre, pour y substituer celle du dieu Auguste. »

— Pline l'Ancien, Histoire naturelle, XXXV, 36, 30-31

### Le statuaire du forum

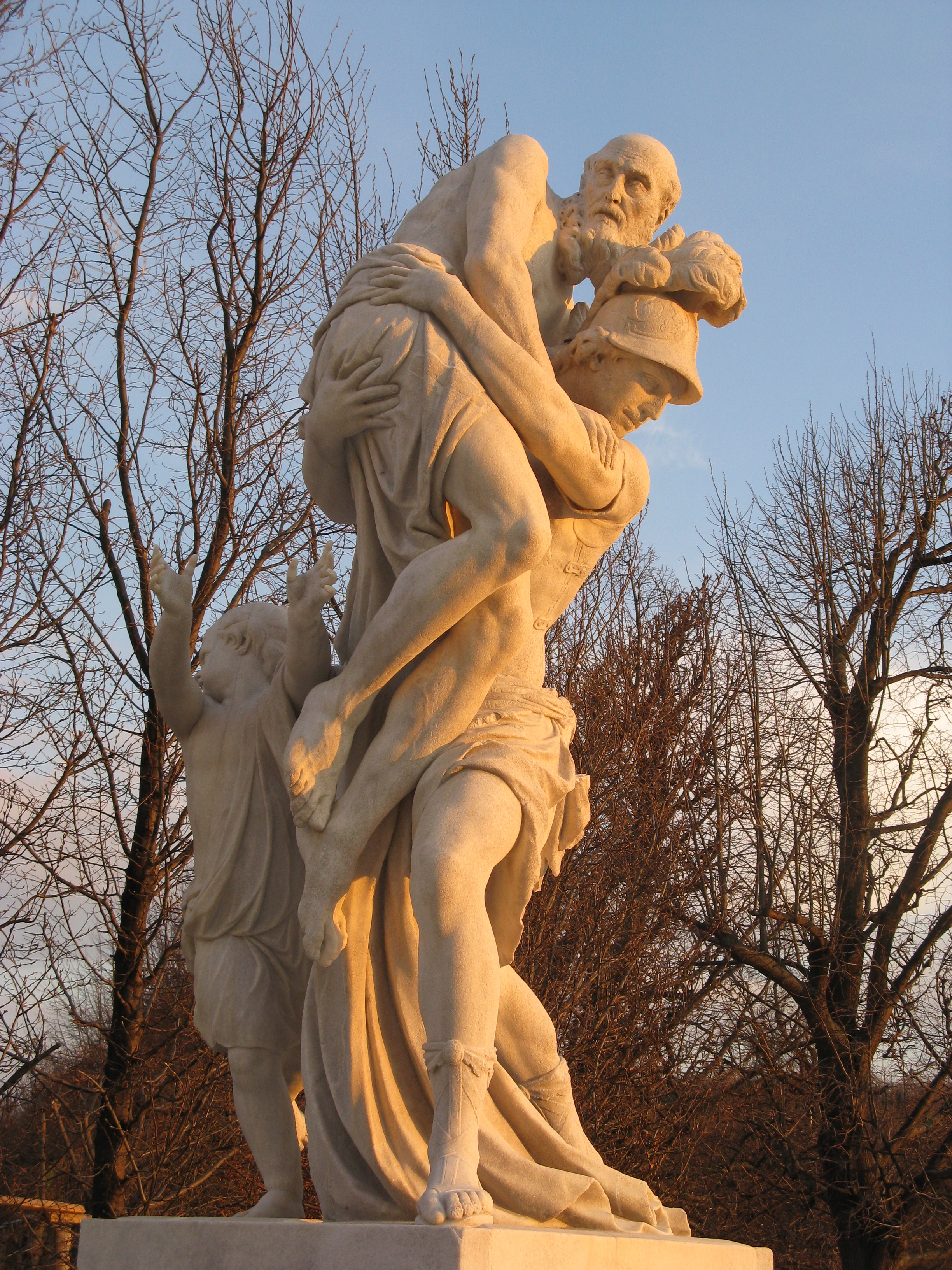
La statue d'Énée du forum devait être comparable à cette statue visible dans le parc du château de Schönbrunn.

Des colonnes de cipolin à demi-engagées dans le mur du fond des portiques et des exèdres supportent une architrave de marbre blanc. Entre chaque colonne est creusée une série de niches qui abritent des statues de marbre dont divers fragments ont été retrouvés. Les niches situées au centre des exèdres sont deux fois plus hautes que les autres. D'autres statues en bronze doré sont placées entre les colonnes de la façade du portique donnant sur l'esplanade. Chaque statue est accompagnée de deux inscriptions, l'une sur le socle indique le nom et les fonctions occupées (titulus) par le personnage représenté et l'autre sous la niche résume ses principaux exploits (elogium). Les niches situées plus en hauteur abritent quant à elles une série de trophées.
Parmi les 108 statues exposées, vingt-cinq ont été identifiées. Dans l'exèdre nord, la grande niche est occupée par une statue d'Énée qui porte son père Anchise sur les épaules et tient son fils Ascagne par la main. Dans les niches avoisinantes, on trouve les statues des rois d'Albe la Longue et les statues des ancêtres de la gens Iulia, mettant ainsi en avant le lien de parenté revendiqué avec Énée et donc Vénus, à l'image de ce qui a déjà été fait dans le forum de César.
La grande niche de l'exèdre méridional abrite une statue représentant Romulus lors de son triomphe sur Acron, roi de Caenina. Autour de cette statue, dans les autres niches, on trouve les triomphateurs de la République, les summi viri ou viri triumphales qu'Auguste propose pour « servir d’exemple à lui-même et à ses successeurs » : Scipion Émilien, Marius, Sylla, Pompée ou encore Lucullus. Ce regroupement n'est pas le fruit du hasard et traduit une volonté de rassemblement et de consensus en faisant se côtoyer des adversaires politiques comme Marius et Sylla, ou Pompée et Lucullus. Ainsi Auguste se place en pacificateur qui a réussi à mettre fin à la guerre civile.
Le choix des statues exposées et la façon dont elles sont regroupées ne laisse aucun doute sur la fonction triomphale du complexe et offre un contraste entre tradition et innovation, typique de la propagande augustéenne. D'un côté est mise en avant l'ascendance de Vénus à travers la statue d'Énée et de l'autre celle de Mars, à travers la statue de Romulus. Le face à face entre les ancêtres de la gens Iulia et les grands hommes de la République tente une identification de l'histoire républicaine à celle de la famille de César. Ainsi, Auguste, qui se considère lui-même comme héritier des grands hommes de la République, laisse entendre que le nouveau régime qu'il instaure n'est pas une rupture mais bien la suite logique et providentielle de la République.

### Ouvrages généraux
- Bernard Andreae, L’art de l’ancienne Rome, Mazenod, 1988
- (en) Filippo Coarelli, Rome and Environs : an Archæological Guide, University of California Press, 2007
- Augusto Fraschetti et Carlo Pavolini, Auguste et Rome, Presses Universitaires du Mirail, 2002
- Claude Briand-Ponsart et Frédéric Hurlet, L'Empire romain d'Auguste à Domitien : (31 av. J-C. - 96 ap. J.-C.), Armand Colin, 2010
- Luc Duret et Jean-Paul Néraudau, Urbanisme et métamorphose de la Rome antique, Les Belles Lettres, 2001

### Ouvrages sur les forums impériaux
- (en) « Forum of Augustus », sur Capitolium (Imperial Fora Official Website), juin 2002 (consulté le 6 novembre 2013)
- Marianne Bonnefond, « Transferts de fonctions et mutation idéologique : le Capitole et le Forum d'Auguste », L'Urbs : espace urbain et histoire (Ier siècle av. J.-C. - IIIe siècle apr. J.-C.). Actes du colloque international de Rome (8-12 mai 1985), Rome, École Française de Rome,‎ 1987, p. 251-278
- (it) Lucrezia Ungaro, Marina Milella et Massimo Vitti, Il sistema museale dei Fori Imperiali e i Mercati di Traiano, 2004, p. 17-24
- Catherine Bustany-Leca et David Bustany, « Recherche archéologique et patrimoine : vers une nouvelle vision du forum d'Auguste », Actes du colloques Virtual Retrospect 2005,‎ 2005
- « Les portiques », sur Mercato di Traiano (Museo dei Fori Imperiali), 2006 (consulté le 7 novembre 2013)
- « La Salle du Colosse », sur Mercato di Traiano (Museo dei Fori Imperiali), 2006 (consulté le 7 novembre 2013)